# Lucy (single)
Pour les articles homonymes, voir Lucy.
 (mars 2012).
Si vous disposez d'ouvrages ou d'articles de référence ou si vous connaissez des sites web de qualité traitant du thème abordé ici, merci de compléter l'article en donnant les références utiles à sa vérifiabilité et en les liant à la section « Notes et références ».
Singles de Anna Tsuchiya
Kuroi Namida
(2007) Bubble Trip / Sweet Sweet Song
(2007)
Lucy est le 5e single de Anna Tsuchiya sorti sous le label MAD PRAY RECORDS le 7 février 2007 au Japon. Il atteint la 18e place du classement de l'Oricon, et reste classé pendant 5 semaines, pour un total de 12 620 exemplaires vendus.
Lucy a été utilisé comme 3e thème d'ouverture pour l'anime Nana. Lucy se trouve sur l'album ANNA TSUCHIYA Inspi' Nana (Black Stones), sur la compilation NANA BEST, sur l'album Nudy Show!, et sur l'album remix NUDY xxxremixxxxxxx!!!!!!!! SHOW!. Les 3 chansons se trouvent sur la version Deluxe française de l'album ANNA TSUCHIYA Inspi' Nana (Black Stones).

## Liste des titres
| 1. | Lucy          | Anna Tsuchiya, Rie Eto | COZZi                                 | 3:28 |
| 2. | Better Day    | Anna Tsuchiya          | Denda Mao                             | 3:21 |
| 3. | Dance with Me | Anna Tsuchiya          | Pelle Ankarberg, Murayama Shinichirou | 3:37 |

| 1. | Lucy                           |  |
| 2. | Lucy (Original Animation Clip) |  |